# Cocktail (album)
Cocktail je debitantski studijski album slovenskega rock izvajalca Marka Breclja, izdan leta 1974 pri ZKP RTV Ljubljana. Album je v obliki CD-ja ponovno izšel leta februarja 2015 pod imenom Cocktail: Obilni vunbacilni.
Ponatis albuma je izšel leta 2024.
Leta 2012 je bil v časopisu Dnevnik uvrščen na seznam najboljših slovenskih albumov.

## Seznam pesmi
Vse pesmi in vsa besedila je napisal Marko Brecelj.
Originalna izdaja
| Stran A | Stran A                 | Stran A |
| Št.     | Naslov                  | Dolžina |
| ------- | ----------------------- | ------- |
| 1.      | „Same prave stvari‟     | 4:15    |
| 2.      | „Črni Peter‟            | 4:24    |
| 3.      | „Škandal v Rdečem baru‟ | 4:30    |
| 4.      | „Hiškar Rogač‟          | 4:13    |

| Stran B         | Stran B         | Stran B |
| Št.             | Naslov          | Dolžina |
| --------------- | --------------- | ------- |
| 5.              | „Požar‟         | 3:55    |
| 6.              | „Duša in jaz‟   | 3:20    |
| 7.              | „Alojz valček‟  | 3:45    |
| 8.              | „Časopis‟       | 4:03    |
| 9.              | „Gozd‟          | 4:00    |
| Skupna dolžina: | Skupna dolžina: | 36:15   |

Ponovna izdaja
| Mentol | Mentol                  | Mentol  |
| Št.    | Naslov                  | Dolžina |
| ------ | ----------------------- | ------- |
| 1.     | „Same prave stvari‟     | 4:15    |
| 2.     | „Črni Peter‟            | 4:24    |
| 3.     | „Škandal v Rdečem baru‟ | 4:30    |
| 4.     | „Hiškar Rogač‟          | 4:13    |

| Obilni dodatek | Obilni dodatek                       | Obilni dodatek |
| Št.            | Naslov                               | Dolžina        |
| -------------- | ------------------------------------ | -------------- |
| 10.            | „Rastemo‟                            | 3:16           |
| 11.            | „Tri ženske‟                         | 4:27           |
| 12.            | „Cavallo da Corsa‟                   | 2:39           |
| 13.            | „Stonesi spoznajo moje stare starše‟ | 4:59           |

| Podgane | Podgane        | Podgane |
| Št.     | Naslov         | Dolžina |
| ------- | -------------- | ------- |
| 5.      | „Požar‟        | 3:55    |
| 6.      | „Duša in jaz‟  | 3:20    |
| 7.      | „Alojz valček‟ | 3:45    |
| 8.      | „Časopis‟      | 4:03    |
| 9.      | „Gozd‟         | 4:00    |

| Singl parada 1981 | Singl parada 1981 | Singl parada 1981 |
| Št.               | Naslov            | Dolžina           |
| ----------------- | ----------------- | ----------------- |
| 14.               | „Parada‟          | 2:27              |
| 15.               | „Majmuni‟         | 1:18              |
| 16.               | „Trotoari‟        | 1:15              |

## Zasedba
- Marko Brecelj – vokal, kitara
- Bojan Adamič – aranžmaji, dirigiranje
- Ansambel Bojana Adamiča – orkester (pesmi št. 1, 5, 7–9)
- Plesni orkester RTV Ljubljana – orkester (pesmi št. 2, 3)